# Антошкино (Шуміхинський округ)
Анто́шкино (рос. Антошкино) — присілок у складі Шуміхинського округу Курганської області, Росія.
Населення — 65 осіб (2010, 101 у 2002).
Національний склад станом на 2002 рік: росіяни — 94 %.